# Marcador de texto

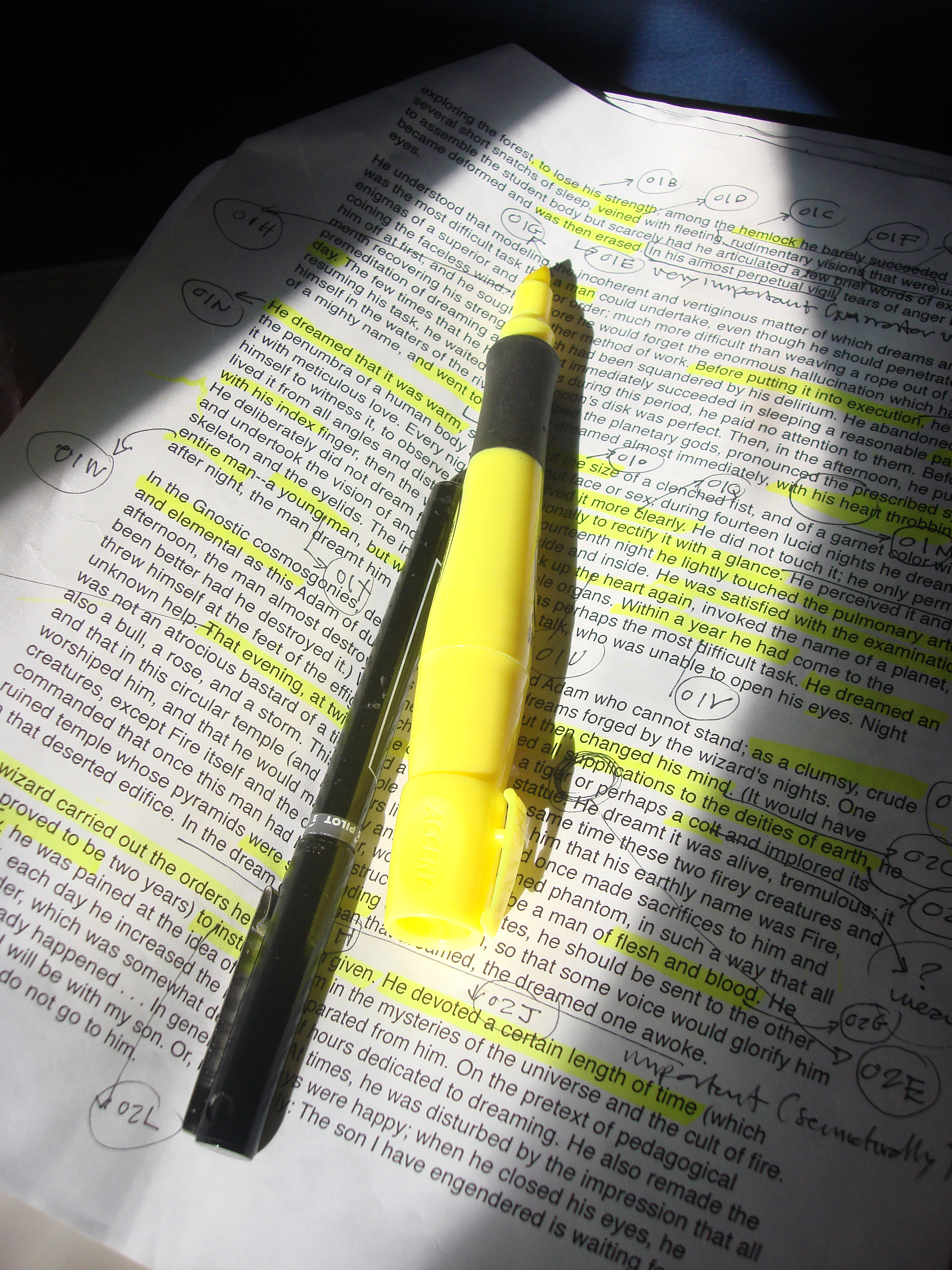
Marcador de texto com escritas em um artigo.

Um marcador de texto ou marca-texto é um tipo de caneta hidrográfica usada para enfatizar trechos de texto com uma tinta translúcida. Geralmente são feitas com piranina para a cor amarela fluorescente ou rodaminas para outras cores.
A caneta foi inventada por Frank Honn em 1963 e começou a ser produzida pela Carter's Ink Company.
Atualmente, os marca-textos são fabricados com variadas cores e tamanhos. Seu uso não se limita mais em apenas "enfatizar trechos de textos", agora eles também são usados para fazer títulos de trabalhos, enfeitar anotações, etc. A maior empresa fabricante deste produto é a Stabillo, que fatura milhões com sua venda.  